# スクウェア・エニックス・ホールディングス
株式会社スクウェア・エニックス・ホールディングス（英: SQUARE ENIX HOLDINGS CO., LTD.）は、東京都新宿区に本社を置く、スクウェア・エニックスグループを統括する持株会社である。

## 概要
2008年10月1日に（旧）株式会社スクウェア・エニックスは持株会社体制へ移行した。そして、ゲーム事業・コンテンツ事業・出版事業などは（新）株式会社スクウェア・エニックスへ承継し、（旧）株式会社スクウェア・エニックスは商号変更により現社名となった。
持株会社となったことで、業態はグループ全体の経営戦略の立案と遂行し、事業戦略の実行支援、商標権の管理、事業活動の管理など、グループ全体を統括するものへ変化した。

## 沿革
- 2008年
  - 10月1日 - 持株会社体制へ移行し、商号を株式会社スクウェア・エニックス・ホールディングスへ変更。新設分割の方法により、株式会社スクウェア・エニックスを設立。
  - 11月 - スクウェア・エニックス、米ガスパワード・ゲームズと戦略的業務提携。同社の人気ゲーム続編「Supreme Commander2」を欧米市場向けに共同開発、発売。
- 2009年
  - 4月 - スクウェア・エニックスHD、アイドス（Eidos plc、イギリス）を完全子会社化。
- 2010年
  - 4月 - 「障害者の雇用の促進等に関する法律」に定める特例子会社として、株式会社スクウェア・エニックス・ビジネスサポート（東京都渋谷区）を設立。グループ会社の各種事業における業務サポートを実施。
  - 9月 - スクウェア・エニックス、盛大遊戯有限公司とオンラインゲームの提供において戦略的提携。第一弾として「ファイナルファンタジーXIV」の中国本土における独占的販売を許諾。
- 2011年
  - 3月 - 株式会社ヒッポスラボ（東京都渋谷区）が発足。スマートフォンを中心に高品質のオリジナルコンテンツを提供。
- 2012年
  - 10月 - 本社を新宿文化クイントビルから東京都新宿区新宿六丁目27番30号の新宿イーストサイドスクエア（東新宿駅に直結）に移転[5]。
- 2014年
  - 8月 - 株式会社スクウェア・エニックス・ホールディングス100%出資により、株式会社Tokyo RPG Factory発足
- 2018年
  - 3月 - 株式会社スクウェア・エニックス・ホールディングス100%出資により、株式会社Luminous Productions発足
  - 6月 - 監査等委員会設置会社へ移行
- 2022年
  - 4月 - 東京証券取引所の市場区分の見直しにより、東京証券取引所の市場第一部からプライム市場に移行
  - 8月 - スクウェア・エニックスが保有していたクリスタル・ダイナミックスとEIDOS INTERACTIVE CORP.の全株式をEmbracer Groupへ譲渡[6][7]。

## グループ会社
2025年3月31日現在。
| 会社名                                           | 資本金          | 議決権比率 (%) | 事業内容                                                                              |
| 日本                                             | 日本            | 日本           | 日本                                                                                  |
| ------------------------------------------------ | --------------- | -------------- | ------------------------------------------------------------------------------------- |
| 株式会社スクウェア・エニックス                   | 15億円          | 100.0          | デジタルエンタテインメント事業 アミューズメント事業 出版事業 ライツ・プロパティ等事業 |
| 株式会社タイトー                                 | 5000万円        | 100.0          | デジタルエンタテインメント事業 アミューズメント事業 ライツ・プロパティ等事業          |
| 株式会社スクウェア・エニックス・ビジネスサポート | 2000万円        | 100.0          | 各種事業における業務サポート グループの特例子会社                                     |
| 北米                                             |                 |                |                                                                                       |
| SQUARE ENIX OF AMERICA HOLDINGS, INC.            | 1米ドル         | 100.0          | グループ会社の株式・持分保有及び事業管理                                              |
| SQUARE ENIX, INC.                                | 10百万米ドル    | (100.0)        | デジタルエンタテインメント事業 出版事業 ライツ・プロパティ等事業                      |
| 欧州                                             |                 |                |                                                                                       |
| SQUARE ENIX LTD.                                 | 145百万英ポンド | 100.0          | デジタルエンタテインメント事業 出版事業 ライツ・プロパティ等事業                      |
| アジア                                           |                 |                |                                                                                       |
| SQUARE ENIX（China）CO., LTD.                    | 12百万米ドル    | (100.0)        | デジタルエンタテインメント事業                                                        |
| 北京易通幻龍網絡科技有限公司                     | 百万人民元      | (100.0)        | オンラインゲームの販売及び運営                                                        |

### 過去のグループ会社
| 会社名                                          | 資本金                  | 議決権比率 (%) | 事業内容 | 備考                                                                            |
| ----------------------------------------------- | ----------------------- | -------------- | --- | ------------------------------------------------------------------------------- |
| Shinra Technologies, Inc.                       | 1十米ドル               | 100            | クラウド・プラットフォーム事業 | 2016年1月に解散済み                                                             |
| シンラ・テクノロジー・ジャパン株式会社          | 5000万円                | -              | クラウド・プラットフォーム事業 | 上記Shinra Technologies, Inc.の100%子会社 2016年1月に解散済み                   |
| 株式会社スタイルウォーカー                      | 1億1000万円             | -              | 女性向けファッションコミュニティ「StyleWalker」の企画・運営 | 2011年1月にタイトーに吸収合併。 「StyleWalker」は2010年12月にニフティに譲渡済み |
| コミュニティーエンジン株式会社                  | 2550万円                | 58.83          | ネットワークミドルウェアの開発 ネットワークを活用したアプリケーションの開発 データベースシステムや各種シミュレータの開発 ネットワーク対応のハードウェアの開発 オンライン・コンテンツに関するコンサルティング グラフィックデザイン業務 | 2010年9月に解散済み                                                             |
| 株式会社SGラボ                                  | 1000万円                | -              | コンピュータゲームソフト企画、開発及び販売 コンピュータソフトウェア及びコンテンツの企画、開発及び販売 通信網を利用したソフトウェア及びコンテンツならびに 各種情報提供サービスの企画、開発及び販売                                     | 2009年に清算・解散済み                                                          |
| 株式会社スクウェア・エニックス モバイルスタジオ | 2000万円                | (100.0)        | モバイル・コンテンツ事業 | スクウェア・エニックスの完全子会社（孫会社） 2017年5月に解散                    |
| IO INTERACTIVE A/S                              | 656千デンマーククローネ | (100.0)        | ゲームの開発 | 2017年に独立                                                                    |
| 株式会社スマイルラボ                            | 1000万円                | 100.0          | オンラインエンタテインメントサービスの提供 | 2017年5月に経営陣によるMBOにより独立                                            |
| 株式会社スタジオイストリア                      | 5050万円                | 100.0          | エンタテインメント製品の企画、開発 | 2019年3月をもって事業停止 2023年3月22日法人格消滅                               |
| 株式会社草薙                                    | 1000万円                | -              | アニメーション制作 | 2016年6月にCygamesに譲渡済み                                                    |
| CRYSTAL DYNAMICS, INC.                          | 40百万米ドル            | （100.0）      | ゲームの開発 | 2022年9月にEmbracer Groupへ譲渡済み                                             |
| EIDOS INTERACTIVE CORP.                         | 6百万カナダドル         | （100.0）      | ゲームの開発 | 2022年9月にEmbracer Groupへ譲渡済み                                             |
| 株式会社Luminous Productions                    | 500万円                 | 100.0          | ゲームソフトウェアの開発 | 2023年5月1日付でスクウェア・エニックスに吸収合併し解散                          |
| 株式会社Tokyo RPG Factory                       | 2億6000万円             | 100.0          | エンタテインメント製品の企画、開発 | 2024年3月15日付でスクウェア・エニックスに吸収合併し解散                         |